# Coleophora octagonella
Coleophora octagonella é uma espécie de mariposa do gênero Coleophora pertencente à família Coleophoridae.